# Pseudococcus scrobicularum
Pseudococcus scrobicularum är en insektsart som först beskrevs av Green 1896.  Pseudococcus scrobicularum ingår i släktet Pseudococcus och familjen ullsköldlöss.
Artens utbredningsområde är Sri Lanka. Inga underarter finns listade i Catalogue of Life.